# Norské regiony

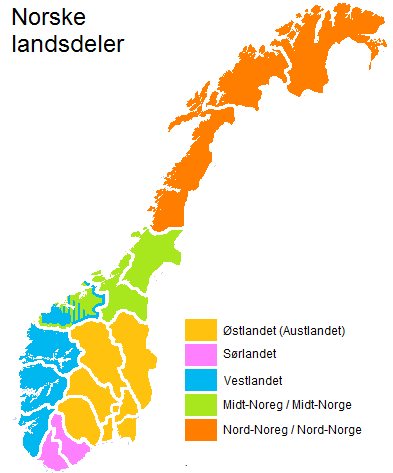
Mapa norských regionů

Norsko je tradičně děleno na pět regionů (landsdeler „zemědílů“), které se dělí na další kraje (fylke):
- Severní Norsko (v bokmålu Nord-Norge/ v nynorsku Nord-Noreg)
  - Troms
  - Finnmark
  - Nordland
- Trøndelag
  - Trøndelag
- Západní Norsko (Vestlandet)
  - Møre a Romsdal
  - Vestland
  - Rogaland
- Jižní Norsko (Sørlandet)
  - totožné s krajem Agder
- Východní Norsko (Østlandet/Austlandet)
  - Vestfold
  - Telemark
  - Buskerud
  - Akershus
  - Østfold
  - Innlandet
  - Oslo

S výjimkou Sørlandetu se jedná o tradiční regiony zformované už v dávných dobách, ale rozdělení Norska na ně nemá žádné formální ukotvení. Používá se často pro různé statistiky a někdy také ve veřejných organizacích. Rozdělení také není vždy ustálené, někdy se hovoří o „Středním Norsku” (Midt-Norge/Midt-Noreg), kterým se zpravidla myslí Trøndelag, někdy ale navíc také zahrnuje Nordmøre, část Romsdalu a Helgeland, Rogaland zase někdy, bývá celý nebo zčásti namísto Západního Norska počítán k Jižnímu Norsku. Pod pojmem Sør-Norge „jižní Norsko“ se pak myslí všechny regiony s výjimkou Nord-Norge „severního Norska“. Kromě toho tyto regiony nezahrnují veškeré území pod norskou správou, mimo ně se počítají Špicberky a Jan Mayen v Severním ledovém oceánu, a Bouvetův ostrov v jižním Atlantiku.